# Modiri Marumo
Modiri Marumo (ur. 6 lipca 1976 w Gaborone) – piłkarz botswański grający na pozycji bramkarza.

## Kariera klubowa
Karierę piłkarską Marumo rozpoczął w klubie Botswana Defence Force XI FC. W jego barwach zadebiutował w 1996 roku w botswańskiej Premier League. Grał w nim do 2007 roku. Wraz z tym klubem wywalczył trzy tytuły mistrza kraju w latach 1997, 2002 i 2004. Dwukrotnie zdobył też Challenge Cup w latach 1998 i 2004.
W 2008 roku Marumo przeszedł do egipskiego Haras El-Hodood SC. W 2009 roku zdobył z nim Puchar i Superpuchar Egiptu. W 2010 roku ponownie sięgnął po puchar, a następnie odszedł do południowoafrykańskiego Bay United FC. W latach 2012–2015 grał w Polokwane City FC, w którym zakończył karierę.

## Kariera reprezentacyjna
W reprezentacji Botswany Marumo zadebiutował 6 lipca 1997 roku w zremisowanym 0:0 towarzyskim meczu z Malawi. W 2012 roku był w kadrze Botswany na Puchar Narodów Afryki 2012. Od 1997 do 2015 wystąpił w niej 86 razy.